# Aleksandar Obbov
Aleksandar Christov Obbov (Bulgaars: Александър Христов Оббов) (Pleven, 2 februari 1887 - Sofia, 18 oktober 1975) was een Bulgaars politicus. Obbov behoorde tot de Bulgaarse Agrarische Nationale Unie (BANU) van Alexander Stamboeliski. In 1920 werd hij minister van Financiën in het kabinet-Stamboeliski, daarna was hij minister van Handel (1920-1922) en minister van Landbouw (1923). Na de moord op Stamboeliski (1923) trad hij korte tijd op als een der partijleiders.
Na de moord op Petko Petkov (broer van Nikola Petkov), leider van de linkervleugel van de BANU in 1924, werd Obbov een van de voormannen van de linkervleugel van de partij (de zogenaamde Pladne-groep).
Tijdens de Tweede Wereldoorlog sloot hij zich aan bij het antifascistische Vaderlands Front (VF). Na de coup van het VF in september 1944 werd Obbov als minister van Landbouw opgenomen in de Vaderlands Front-regering (1945-1946). Obbov stond een nauwe samenwerking met de communisten voor en brak in 1946 met Nikola Petkov, de algemeen secretaris van de BANU en voorstander van een neutrale koers. Nadat Petkov en diens aanhangers in oktober 1946 uit het VF en de regering traden, werd Obbov de facto partijleider (officieel in 1947) en wist hij zich met communistische steun meester te maken van de macht binnen de BANU.
Van 1946 tot 1947 werd Obbov minister zonder portefeuille in de regering Dimitrov. In 1947 werd Obbov op het XXVII-ste Congres van de BANU tot algemeen secretaris van de Bulgaarse Agrarische Nationale Unie gekozen.